# Urban III.
Urban III., rođen kao Umberto Crivelli, papa od 25. studenog 1185. do 19. listopada 1187. godine.